# 费代里科·马里耶蒂
费代里科·马里耶蒂（義大利語：Federico Marietti，1925年12月9日—），生于罗马，意大利男子篮球运动员。他曾代表意大利参加1948年和1952年夏季奥林匹克运动会篮球比赛，均获得第十七名。